# ریما کاگتی
ریما کاگتی (انگلیسی: Reema Kagti؛ زادهٔ ۱۹۷۲) کارگردان فیلم و فیلم‌نامه‌نویس زن اهل هند است.

## فیلم‌شناسی
| سال  | فیلم                         | کارگردان | دستیار کارگردان | نویسنده داستان | فیلم‌نامه | بازیگر |
| ---- | ---------------------------- | -------- | --------------- | -------------- | -------- | ------ |
| ۲۰۰۱ | باج                          | نه       | آری             | نه             | نه       | نه     |
| ۲۰۰۱ | خواسته دل                    | نه       | آری             | نه             | نه       | نه     |
| ۲۰۰۴ | هدف                          | نه       | آری             | نه             | نه       | نه     |
| ۲۰۰۷ | سفر ماه عسل با پی‌وی‌تی.ال‌تی‌دی | آری      | نه              | آری            | نه       | نه     |
| ۲۰۰۸ | راک آن!!                     | نه       | نه              | نه             | نه       | آری    |
| ۲۰۱۱ | زندگی روز به روزه            | نه       | آری             | آری            | آری      | نه     |
| ۲۰۱۲ | تلاش: پاسخ دروغ پنهان        | آری      | نه              | نه             | آری      | نه     |
| ۲۰۱۳ | فیلم ناطق بمبئی              | نه       | نه              | آری            | نه       | نه     |
| ۲۰۱۵ | بگذار قلب بتپد               | نه       | نه              | آری            | آری      | نه     |
| ۲۰۱۸ | طلا                          | آری      | نه              | نه             | آری      | نه     |
| ۲۰۱۹ | پسر خیابان                   | نه       | نه              | نه             | آری      | نه     |
| ۲۰۱۹ | Made in Heaven               | نه       | نه              | آری            | آری      | نه     |